# Ford County (Kansas)
Ford County ist ein County im Bundesstaat Kansas der Vereinigten Staaten. Der Verwaltungssitz (County Seat) ist Dodge City. Das U.S. Census Bureau hat bei der Volkszählung 2020 eine Einwohnerzahl von 34.287 ermittelt.

## Geographie
Das County liegt im mittleren Südwesten von Kansas, ist im Süden etwa 55 km von Oklahoma entfernt und hat eine Fläche von 2847 Quadratkilometern, wovon zwei Quadratkilometer Wasserfläche sind. Es grenzt im Uhrzeigersinn an folgende Countys: Hodgeman County, Edwards County, Kiowa County, Clark County, Meade County und Gray County.

## Geschichte
Ford County wurde am 6. März 1873 aus Teilen des Marion County und freiem Territorium gebildet. Benannt wurde es nach James H. Ford, einem Offizier im Amerikanischen Bürgerkrieg.
Im Ford County liegt eine National Historic Landmarks, die Santa Fe Trail Remains. Insgesamt sind 13 Bauwerke und Stätten des Countys im National Register of Historic Places eingetragen.

## Demografische Daten

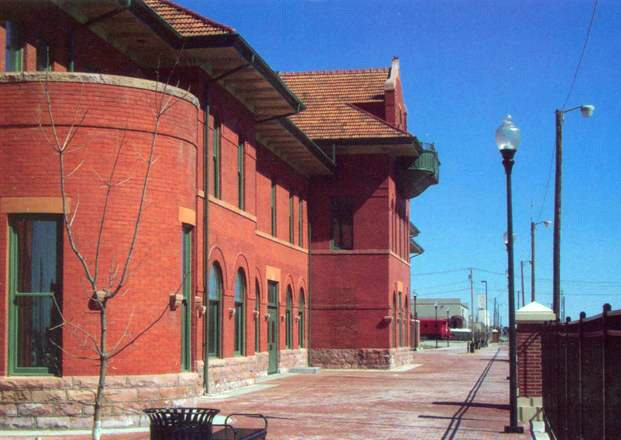
Dodge City Amtrak Station, gelistet im NRHP

Nach der Volkszählung im Jahr 2000 lebten im Ford County 32.458 Menschen in 10.852 Haushalten und 7856 Familien im Ford County. Die Bevölkerungsdichte betrug 11 Einwohner pro Quadratkilometer. Ethnisch betrachtet setzte sich die Bevölkerung zusammen aus 74,85 Prozent Weißen, 1,62 Prozent Afroamerikanern, 0,63 Prozent amerikanischen Ureinwohnern, 2,05 Prozent Asiaten, 0,12 Prozent Bewohnern aus dem pazifischen Inselraum und 18,17 Prozent aus anderen ethnischen Gruppen; 2,56 Prozent stammten von zwei oder mehr Ethnien ab. 37,68 Prozent der Bevölkerung waren spanischer oder lateinamerikanischer Abstammung.
Von den 10.852 Haushalten hatten 40,9 Prozent Kinder unter 18 Jahren, die mit ihnen gemeinsam lebten. 57,9 Prozent waren verheiratete, zusammenlebende Paare, 9,2 Prozent waren allein erziehende Mütter und 27,6 Prozent waren keine Familien. 22,7 Prozent aller Haushalte waren Singlehaushalte und in 9,5 Prozent lebten Menschen mit 65 Jahren oder darüber. Die Durchschnittshaushaltsgröße betrug 2,92 und die durchschnittliche Familiengröße betrug 3,42 Personen.
31,1 Prozent der Bevölkerung waren unter 18 Jahre alt. 11,2 Prozent zwischen 18 und 24 Jahre, 29,4 Prozent zwischen 25 und 44 Jahre, 17,3 Prozent zwischen 45 und 64 Jahre und 11,0 Prozent waren 65 Jahre alt oder älter. Das Durchschnittsalter betrug 30 Jahre. Auf 100 weibliche Personen kamen 107,2 männliche Personen. Auf 100 erwachsene Frauen ab 18 Jahren kamen 105,3 Männer.
Das jährliche Durchschnittseinkommen eines Haushalts betrug 37.860 USD, das Durchschnittseinkommen einer Familie betrug 42.734 USD. Männer hatten ein Durchschnittseinkommen von 27.189 USD, Frauen 22.165 USD. Das Prokopfeinkommen betrug 15.721 USD. 9,9 Prozent der Familien und 12,4 Prozent der Bevölkerung lebten unterhalb der Armutsgrenze.

## Orte im County
- Bellefont
- Bloom
- Bucklin
- Dodge City
- Ford
- Howell
- Kingsdown
- Sayre
- Sears
- South Dodge
- Spearville
- Wilroads
- Wilroads Gardens
- Windhorst
- Wright

Townships
- Bloom Township
- Bucklin Township
- Concord Township
- Dodge Township
- Enterprise Township
- Fairview Township
- Ford Township
- Grandview Township
- Richland Township
- Royal Township
- Sodville Township
- Spearville Township
- Wheatland Township
- Wilburn Township